# موريس دوناند
موريس دوناند (4 مارس 1898 - 23 مارس 1987) عالم آثار فرنسي بارز تخصص في دراسة الشرق الأدنى القديم، وشغل منصب مدير البعثة الأثرية الفرنسية في لبنان. أجرى دوناند حفريات في جبيل من 1924 إلى 1975، ونشر نص بيبلوس في دراسته «بيبليا غراماتا» (باليونانية: Βιβλία Γράμματα) في 1945. قسم دوناند العصر الحجري الحديث في لبنان إلى ثلاث مراحل بناءً على المستويات الطبقية لجبيل. وقام دوناند أيضاً بالتنقيب الدقيق، منذ 1963 فصاعدًا، في موقع معبد أشمون بالقرب من صيدا.
غادر دوناند لبنان، خلال الحرب الأهلية اللبنانية، حاملاً معه أرشيفاته التي أودعها في جامعة جنيف، لكنها أُعيدت إلى لبنان في 2010.
كان دوناند من مواليد لويزين، سافوا العليا، فرنسا. وتوفي بها بعد تقاعده.

## مؤلفاته
- Dunand, Maurice (1939). Fouilles de Byblos: Tome 1er, 1926-1932 [The Byblos excavations, Tome 1, 1926–1932]. Bibliothèque archéologique et historique (بالفرنسية). Paris: Librarie Orientaliste Paul Geuthner. Vol. 24. Archived from the original on 2023-10-04.
- Dunand, Maurice (1937). Fouilles de Byblos, Tome 1er, 1926–1932 (Atlas) [The Byblos excavations, Tome 1, 1926–1932 (Atlas)]. Bibliothèque archéologique et historique (بالفرنسية). Paris: Librarie Orientaliste Paul Geuthner. Vol. 24. Archived from the original on 2023-10-04.
- Dunand, Maurice (1945). Byblia grammata: documents et recherches sur le développement de l'écriture en Phénicie. Ministère de l'éducation, Liban. Êtudes et documents d'archéologie (بالفرنسية). na.